# Kenichi
Kenichi (Japans Kanji: 史上最強の弟子ケンイチ , Romaji: Shijō Saikyō no Deshi Kenichi) is een Japanse manga geschreven door Syun Matsuena. Het verhaal is verwerkt tot een anime waarvan vijftig afleveringen zijn verschenen.

## Plot
Shirahama Kenichi is een 15-jarige gemiddelde student die de bijnaam 'zwakke benen' heeft gekregen doordat hij altijd werd gepest.
Op een dag ontmoet hij een leuk meisje genaamd Furinji Miu die hem die moed geeft om te trainen bij een mysterieuze dojo waar het meisje woont. Om sterker te worden krijgt Kenichi trainingen van verschillende meesters in verschillende "martial arts" stijlen.

## Muziek
Openingsthema
1. 1: "Be Strong" door: Kana Yazumi (aflevering 1-25)
2. 2: "Yahho~" door: Miho Morikawa, Akira Asakura (aflevering 26-50)

Afsluitend thema
1. 1: "Kimi ga iru kara" door: Issei Eguchi (afl 1-15)
2. 2: "Catch Your Dream" door: Koike Joanna (afl 16-25)
3. 3: "RunOver" door: Koike Joanna (afl 26-45)
4. 4: "Kokoro Kara no Message" door: Sakura (afl 46-49)
5. 5: "Be Strong" door: Kana Yasumi (afl 50)

## Afleveringen
| Volgnr. | Datum      | Titel |
| ------- | ---------- | --- |
| 1       | 2006-10-07 | The Place Where Heroes Gather (梁山泊！豪傑の集いし場所)                                                                                                 |
| 2       | 2006-10-14 | The First Step! The Start of the Battle (一歩先へ！闘いの始まり,Ippo saki e! Tatakai no hajimari)                                                        |
| 3       | 2006-10-21 | Strength and Courage! For Protecting Justice (力と勇気！正義を貫くために,Chikara to yuuki! Seigi wo tsunaku tame ni)                                     |
| 4       | 2006-10-28 | Fighting Hell! To Fight Or Not To Fight (ケンカ地獄！やるかやらないかだ,Kenka jigoku! Yaruka yaranaika da)                                               |
| 5       | 2006-11-04 | A Date? Must Move Forward! (デート？きめちまえよ！,Deeto? Kimechimaeyo!)                                                                                 |
| 6       | 2006-11-11 | A Day At Ryouzanpaku! The Dream On The Roof!( 梁山泊での一日！屋根の上の夢,Ryouzanpaku de no ichinichi! Yane no ue no yume)                              |
| 7       | 2006-11-18 | Battle! The Gang Fights Back! (熱闘園芸部 リターンマッチ)                                                                                                |
| 8       | 2006-11-25 | Amazing Muscles! The Sensei`s Secret (驚異の肉体 謎の師匠達)                                                                                             |
| 9       | 2006-12-02 | Apapapa! Apachai's Training (アパパパ～ アパチャイの修行)                                                                                                |
| 10      | 2006-12-09 | Run Kenichi! A Boxer's Weakness (走れケンイチ ボクサーの弱点)                                                                                            |
| 11      | 2006-12-16 | The Fist of Betrayal! Takeda's Sad Past (裏切りの拳 武田の悲しき過去)                                                                                    |
| 12      | 2006-12-23 | A New Enemy! Tsuji Shinnosuke! (新たなる敵！辻新之助) |
| 13      | 2007-01-06 | Killer Fighting Techniques! Rules of a Battle! (ケンカ殺法！実戦の掟)                                                                                    |
| 14      | 2007-01-13 | Training of life and death! And we're also going to mixed bath (命懸けの修行！混浴もついてます,Inochikage no Shyugyou! Kon'yaku mo tsuitemasu)           |
| 15      | 2007-01-20 | Honoka Sneaks In! Ryouzanpaku`s Guest (ほのか潜入！梁山泊だじょ)                                                                                         |
| 16      | 2007-01-27 | Ryouzanpaku`s Biggest Crisis!!? (梁山泊最大の危機!!?) |
| 17      | 2007-02-03 | Protect the Sign! Attack on the Dojo! (守れ看板！道場破り襲来！)                                                                                         |
| 18      | 2007-02-10 | Amusement??? To the Secret Furinji Island! (楽園???秘境・風林寺島へ)                                                                                     |
| 19      | 2007-02-17 | Ragnarok`s Strongest! The Arrival of the Eight Fists! (ラグナレク最強の者八拳豪見参)                                                                     |
| 20      | 2007-02-24 | Takeda in Danger! The Rules of Revenge! (武田の危機！報復の掟！)                                                                                         |
| 21      | 2007-03-03 | Unforgiveable!! Kenichi's fist of fury!(許さない！ケンイチ怒りの拳！, Yurusanai!!! Kenichi ikari no ken!)                                                |
| 22      | 2007-03-10 | Meet the Youth! New White Combination formation! (集え若人！新白連合結成！, Tsudoe wakahito! Shinhaku rengou kessei!)                                    |
| 23      | 2007-03-17 | Attack! The Neighboring Ryouzanpaku! (突撃！となりの梁山泊！, Totsugeki! Tonari no ryouzanpaku!)                                                         |
| 24      | 2007-03-24 | The Stolen Heart! Miu's Juliet! (奪われたハート！美羽のジュリエット, Ubawareta Heart! Miu no Juliet)                                                     |
| 25      | 2007-03-31 | Protect to the Death Kenichi! Miu's Lips (死守せよケンイチ！美羽のくちびる)                                                                              |
| 26      | 2007-04-07 | The Mask Removed! Hermit's Real Identity (剥された仮面！ハーミットの正体！)                                                                              |
| 27      | 2007-04-14 | Hard vs. Soft! The Siblings Quarrel After the Long Separation (剛VS柔！空前絶後の兄弟喧嘩！, Gou vs jyuu! Kuzenzetsugo no kyodai kenka!)                 |
| 28      | 2007-04-21 | The Assault Commander Joins In! Restaurant Scuffle (斬り込み隊長参上！乱闘レストラン)                                                                    |
| 29      | 2007-04-28 | What Fear, Seig! Prelude for destruction (恐るべしジーク！破滅へのプレリュード)                                                                          |
| 30      | 2007-05-05 | The Results of Training! The Effects of Moving Forward in Small Steps! (修行の成果！小さく前にならえ!!)                                                  |
| 31      | 2007-05-12 | Honoka, I’ll save you! (ほのか、お手伝いするじょ！, Honoka, otetsudai surujo!)                                                                           |
| 32      | 2007-05-19 | Honoka’s in Crisis! Loki’s Scheme! (ほのかの危機！ロキの謀略, Honoka no kiken! Roki no bouryaku)                                                         |
| 33      | 2007-06-02 | Take Him Down, Kenichi! Let Your Fists do the Talking! (ぶつけろケンイチ！拳は語る！, Butsukero Kenichi! Ken wa gataru!)                                 |
| 34      | 2007-06-09 | Without being defeated! The word to which the person whom it loves leaves(負けないで！愛する人が残した言葉 , Makenaide! Aisuru hito ga nokoshita kotoba) |
| 35      | 2007-06-16 | There is no nuisance! Now at the time of conclusion (邪魔者なし！今こそ決着のとき, Jyama mononashi! Ima koso kechaku no toki)                            |
| 36      | 2007-06-23 | Miu vs. Renka! The Triangle that Calls up a Storm (美羽vs連華!!嵐を呼ぶトライアングル, Miu vs Renka!! Arashi wo yobu Triangle)                           |
| 37      | 2007-06-30 | Dangerous temptation it is dense together! (危険な誘惑 一緒にちゃんこを！, Kiken na yuuwaku isshoni chanko wo)                                           |
| 38      | 2007-07-07 | Human bullet game of lovely kitten women! (かわいい子猫 女たちの肉弾戦!, Kawaii koneko onnatachi no nikudansen!)                                         |
| 39      | 2007-07-14 | Shigure's Personal Teachings (危険な誘惑 一緒にちゃんこを!)                                                                                              |
| 40      | 2007-07-21 | The Promised Land! Everything Starts from Here (Yakusoku no chi! Subete wa koko kara)                                                                    |
| 41      | 2007-07-28 | Seikouken's Terror! The Dragon's Dance Descends! (制空圏の恐怖！龍は舞い降りた!, Seikouken no kyoufu! Ryu wa maiorita!)                                  |
| 42      | 2007-08-04 | Elder's Special Training Do Or Die Mountain Seclusion (長老特急！決死の山篭りツアー)                                                                     |
| 43      | 2007-08-11 | Limiter! An Invitation to Shurado (リミッター！修羅道への誘い, Limiter! Shuradou e no sasoi)                                                             |
| 44      | 2007-08-18 | Shinpaku Alliance Crumbles! The Mad Fist Draws Near (新白連合崩壊！忍び寄る狂拳)                                                                         |
| 45      | 2007-08-25 | The Determinant Blow! Sakura, Dance! (決別の一撃！キサラ、舞う！, Ketsubetsu no ichigeki! Sakura, mau!)                                                  |
| 46      | 2007-09-01 | Farewell!! Shinjima's Resolve (さらば!!新島、決意の出陣, Saraba!! Shinjima, ketsui no shujin)                                                            |
| 47      | 2007-09-08 | A Genius's Weakness! Effort can Surpass Talent! (天才の弱点！努力は才能を凌駕する！, Tensai no jyakuten! Doryoku wa sainou wo ryouka suru!)              |
| 48      | 2007-09-15 | Summit Showdown! The Man Who Carries The Spear of Legend(頂上対決！伝説の槍を持つ男)                                                                     |
| 49      | 2007-09-22 | The Strongest Transformation! Rhythmn Ryouzanpaku! (最強変身！リズム梁山泊！, Saikyo henshin! Rizumu Ryozanpaku!)                                        |
| 50      | 2007-09-29 | History's Strongest Disciple, Kenichi (史上最強の弟子ケンイチ!!, Shijō Saikyō no Deshi Kenichi)                                                          |